# Greatest Hits (альбом Red Hot Chili Peppers)
| Оценки критиков      | Оценки критиков |
| Источник             | Оценка          |
| -------------------- | --------------- |
| Allmusic             | [ 1 ]           |
| Entertainment Weekly | B+              |
| Rolling Stone        | [ 3 ]           |

Greatest Hits — второй официальный сборник суперхитов рок-группы Red Hot Chili Peppers, был выпущен в ноябре 2003 года. Помимо кавер-версии песни «Higher Ground», все треки были записаны в период сотрудничества с лейблом Warner Bros. — с 1991 по 2002 годы. Помимо этого, в сборник были включены две новые песни.
Также, отдельно был выпущен сборник Greatest Videos, содержащий большую часть музыкальных клипов группы того же временного периода.

## Об альбоме
По аналогии с первым сборником группы — What Hits!?, который охватывает творческий период с 1984 по 1989 годы, в новую компиляцию попали песни записанные группой с 1991 года — альбом Blood Sugar Sex Magik по 2002 год — By the Way. Именно в этот период своей карьеры, Chili Peppers добились наибольшего коммерческого успеха в музыкальной индустрии. Сборник включает большинство синглов, выпущенных с момента «прорыва» группы с кавером на Стиви Уандера «Higher Ground» (также присутствует на What Hits!?). Эта песня была записана для альбома Mother's Milk, изданного фирмой EMI Records, и попала на Greatest Hits благодаря заключённому договору: когда группа сменила лейбл с EMI на Warner Bros., звукозаписывающие компании договорились, что каждая из них сможет взять по песне, записанной группой у конкурентов и использовать её для музыкального сборника. В свою очередь, для What Hits!?, EMI решили выбрать песню «Under the Bridge».

## Список композиций
Все песни написаны Кидисом/Фрушанте/Фли/Смитом, за исключением отмеченных.
| №   | Название                                                          | Длительность |
| --- | ----------------------------------------------------------------- | ------------ |
| 1.  | «Under the Bridge» (из альбома Blood Sugar Sex Magik)             | 4:33         |
| 2.  | «Give It Away» (из альбома Blood Sugar Sex Magik)                 | 4:44         |
| 3.  | «Californication» (из альбома Californication)                    | 5:29         |
| 4.  | «Scar Tissue» (из альбома Californication)                        | 3:35         |
| 5.  | «Soul to Squeeze» (из саундтрека к фильму Coneheads)              | 4:50         |
| 6.  | «Otherside» (из альбома Californication)                          | 4:15         |
| 7.  | «Suck My Kiss» (из альбома Blood Sugar Sex Magik)                 | 3:35         |
| 8.  | «By the Way» (из альбома By the Way)                              | 3:35         |
| 9.  | «Parallel Universe» (из альбома Californication)                  | 4:29         |
| 10. | «Breaking the Girl» (из альбома Blood Sugar Sex Magik)            | 4:54         |
| 11. | «My Friends» (из альбома One Hot Minute) (Кидис/Фли/Наварро/Смит) | 4:09         |
| 12. | «Higher Ground» (из альбома Mother's Milk) (Стиви Уандер)         | 3:22         |
| 13. | «Universally Speaking» (из альбома By the Way)                    | 4:16         |
| 14. | «Road Trippin'» (из альбома Californication)                      | 3:25         |
| 15. | «Fortune Faded» (прежде не издавалась)                            | 3:21         |
| 16. | «Save the Population» (прежде не издавалась)                      | 4:05         |

| №  | Название                                        | Длительность |
| -- | ----------------------------------------------- | ------------ |
| 1. | «Eskimo»                                        | 5:31         |
| 2. | «Bunker Hill»                                   | 3:29         |
| 3. | «Californication» (Remixed by Ekkehard Ehelers) | 5:57         |
| 4. | «Tuesday Night in Berlin» (Live)                | 14:22        |

## DVD — Greatest Videos
Greatest Hits and Videos — отдельный диск с музыкальными видеоклипами, который вышел как самостоятельное дополнение для этого издания (также известен как Greatest Videos). Содержит следующие музыкальные видео:
| №                   | Название                        | Альбом                       | Длительность |
| ------------------- | ------------------------------- | ---------------------------- | ------------ |
| 1.                  | «Higher Ground»                 | Mother's Milk                | 3:22         |
| 2.                  | «Suck My Kiss»                  | Blood Sugar Sex Magik        | 3:38         |
| 3.                  | «Give It Away»                  | Blood Sugar Sex Magik        | 4:32         |
| 4.                  | «Under the Bridge»              | Blood Sugar Sex Magik        | 4:26         |
| 5.                  | «Soul to Squeeze»               | саундтрек к фильму Coneheads | 4:51         |
| 6.                  | «Aeroplane»                     | One Hot Minute               | 4:09         |
| 7.                  | «My Friends» (студийная версия) | One Hot Minute               | 4:06         |
| 8.                  | «Around the World»              | Californication              | 4:01         |
| 9.                  | «Scar Tissue»                   | Californication              | 3:04         |
| 10.                 | «Otherside»                     | Californication              | 4:18         |
| 11.                 | «Californication»               | Californication              | 5:20         |
| 12.                 | «Road Trippin»                  | Californication              | 3:23         |
| 13.                 | «By the Way»                    | By the Way                   | 3:37         |
| 14.                 | «The Zephyr Song»               | By the Way                   | 3:50         |
| 15.                 | «Can't Stop»                    | By the Way                   | 4:34         |
| 16.                 | «Universally Speaking»          | By the Way                   | 4:14         |
| Общая длительность: | Общая длительность:             | Общая длительность:          | 66:46        |

На DVD отсутствуют следующие музыкальные видео, которые были сняты группой в период с 1991 по 2003 годы:
- «Breaking the Girl» (Blood Sugar Sex Magik)
- «If You Have to Ask» (Blood Sugar Sex Magik)
- «Warped» (One Hot Minute)
- «Coffee Shop» (One Hot Minute)
- «My Friends» (оригинальная версия из One Hot Minute)
- «Love Rollercoaster» (саундтрек к анимационному фильму Beavis and Butt-head Do America)
- «Fortune Faded» (сингл Fortune Faded)

Оригинальное видео для «My Friends», срежиссированное Антоном Корбейном, не было включено в сборник, так как группа сочла его слишком «артхаусным» для общей концепции — так было сказано музыкантами в комментариях к диску.

## Хит-парады
| Хит-парад (2003)         | Высшая позиция |
| ------------------------ | -------------- |
| Australian Singles Chart | 1              |
| (Ultratop Flanders)      | 12             |
| (Ultratop Wallonia)      | 2              |
| MegaCharts               | 4              |
| IRMA                     | 2              |
| FIMI                     | 5              |
| Recorded Music NZ        | 2              |
| VG-lista                 | 7              |
| ZPAV                     | 12             |
| AFP                      | 6              |
| Sverigetopplistan        | 13             |
| OCC                      | 4              |
| Billboard 200            | 18             |

| Хит-парад (2004)        | Высшая позиция |
| ----------------------- | -------------- |
| Ö3 Austria Top 40       | 2              |
| Tracklisten             | 9              |
| Suomen virallinen lista | 11             |
| Media Control Charts    | 4              |
| Swiss Hitparade         | 2              |

| Хит-парад (2011) | Высшая позиция |
| ---------------- | -------------- |
| SNEP             | 39             |